# Corsu Mezu Mezu
Corsu Mezu Mezu è un album del 2015 cantato quasi interamente in lingua corsa. Ogni canzone è canta in duetto da un musicista còrso e uno della Francia continentale, da cui il nome dell'album in lingua corsa "mezu mezu" (in italiano: metà metà) ed è un progetto nato da Patrick Fiori.
Nel luglio 2015 è stato realizzato il video della canzone Corsica cantata da Patrick Fiori e Patrick Bruel e girato a Carcheto-Brustico in Castagniccia (Alta Corsica) diretto da Carole Mathieu-Castelli.
Ha raggiunto la prima posizione in classifica in Francia e il disco di platino (100.000 esemplari venduti).

## Tracce
1. Patrick Fiori – Introduction – 0:44
2. Patrick Fiori & Patrick Bruel – Corsica – 3:57
3. Petru Guelfucci & Maxime Le Forestier – Versu tè – 2:57
4. Antoine Ciosi – Interlude le Prisonnier – 0:24
5. Cristophe Mondoloni & Bénabar – Le Prisonnier – 2:39
6. Jean-Charles Papi et Chico & Les Gypsies – Moru, biancu è blu – 4:13
7. Laurent Bruschini & Jenifer – Ricordu – 3:43
8. Antoine Ciosi – Interlude Fortunatu – 0:26
9. Petru Guelfucci & Francis Cabrel – Fortunatu – 2:57
10. Grand Corps Malade – Interlude Sintineddi – 0:26
11. A Filetta & Grand Corps Malade – Sintineddi – 4:03
12. Chjami Aghjalesi & Patrick Fiori – Chi hè dinu – 3:33
13. Antoine Ciosi – Interlude Solenzara – 0:38
14. Francine Massiani & Louise Bertignac – Solenzara – 2:36
15. Antoine Ciosi – Interlude Ti tengu cara – 0:32
16. Jean-Pierre Marcellesi & Claire Kleim – Interlude Ti tengu cara – 0:32
17. Jean Menconi & Enrico Macias – Amareni – 3:58
18. Antoine Ciosi – Interlude A l'altro mondu – 0:26
19. Maurane & Mai Pesce – A l'altro mondu – 3:48
20. Michel Fugain & I Surghjenti – Sinfunia Nustrale – 4:08
21. Antoine Ciosi & Patrick Fiori – O Corse, île d'amour – 3:06
22. Anne Etchegoyen & Arapà – Quand je reviens ici – 4:02
23. Antoine Ciosi – Interlude Diu vi salvi Regina – 0:52
24. Isulatine, Ziteddi in Cantu & Le Choeur de la Corse – Diu vi salvi Regina – 3:52

## Classifiche
| Classifiche (2015) | Posizione massima |
| ------------------ | ----------------- |
| Francia            | 1                 |